# 澤田達哉
澤田 達哉（さわだ たつや、1977年9月30日 - ）は、静岡県浜松市出身のディスクジョッキー、フリーアナウンサー。青年実業家かつクリエイター。横浜発のアパレルブランド「LUZeSOMBRA」アドバイザー。

## 来歴・人物

### サッカー選手として
- 聖隷学園高等学校1年生在学時にウルグアイへサッカー留学した[2]。
- 高校3年生在学時にJリーグからのオファーがあった[1] ものの、卒業後渡航しAAアルヘンティノス・ジュニアーズ（アルゼンチン）、ナシオナル・モンテビデオ（ウルグアイ）で1年間プレーした[3]。
- 帰国後、名古屋グランパスエイト・ヴィッセル神戸などの練習生となるが、契約に至らず引退[1]。
- 日本サッカー協会の指導者ライセンスを取得[1] し、コーチとして母校の指導に当たる[3]。サッカーを言葉で伝えていきたいと、放送の世界へと進出。
- 2013年3月、浜松市で「SPOSiC FOOTBALL ACADEMY」を開校。

### DJとして
- 2001年10月、福岡県のLOVE FMにてDJを務める（月-金17:00-20:00）。
- 2002年10月、第1回K-MIX DJコンテストで準グランプリを受賞[3] し、K-MIX SHIZUOKA TOP40のパーソナリティを担当する[3]（2003年4月-2006年3月）。
- サッカー経験を活かし2003年10月以降、J SPORTSで南米の試合を中心にサッカー実況を担当する[1]。Jリーグやサッカー日本代表のスタジアムDJとしても活動する。
- 2005年から、J-WAVEのリポーターを担当する[1]。

### 実業家として
- 2006年10月、スポーツと音楽を融合させたイベントの企画・運営会社「SPOSiC JAPAN」を設立し[1]、全国各地のビーチサッカー・フットサル等の大会イベントを手掛ける。
- 飲食業にも参入し、2008年10月、カフェダイニング＆バー「sposic cafe do」をオープン。続いて、カフェとラーメンを融合した「TOKYO RAMEN」を開店。
- 2016年より移動式カフェ「DOMINGO COFFEE 10」をスタートし、現在は沖縄県石垣島にて営業中。
- 2020年7月、ポッドキャスト「sposic cafe do」 をスタート。”世界と日本を繋ぐ”をテーマに、世界各国で活躍するサッカー関係者を含む様々な人へのインタビュー番組。

## 出演
テレビ番組
- J SPORTS 実況
  - 2006 FIFAワールドカップ 欧州・南米予選
  - コパ・アメリカ
  - コパ・リベルタドーレス
  - ブンデスリーガ（ドイツ）
  - リーグ・アン（フランス）
  - バルサTV（スペイン・FCバルセロナ）

ラジオ番組
- 528 SCREAM（LOVE FM）
- K-MIX SHIZUOKA TOP40（K-MIX）
- TOMORROW - リポーター（J-WAVE）
- FREE TEMPO - リポーター（J-WAVE）
- RADIO DONUTS- リポーター（J-WAVE）
- K-mix Rainbow Fly-Day DX- コーナーゲスト
- PLAYERS HI（FM徳島）

スタジアムDJ・実況
- サッカースタジアムDJ・実況
  - 2006 FIFAワールドカップ アジア最終予選パブリックビューイング＠国立競技場
  - アビスパ福岡
  - 柏レイソル
  - 大宮アルディージャ
  - 静岡産業大学磐田ボニータ（なでしこリーグ）
- フットサルアリーナDJ・実況 
  - アグレミーナ浜松（Fリーグ）
- ビーチサッカーDJ・実況 
  - JBSF 地域チャンピオンシップ
- 他のスポーツスタジアムDJ・実況 
  - バレーボール・ワールドグランプリ（男女）
  - 全日本バレーボール高等学校選手権大会（男女）

イベントMC
- 来日記念イベント
  - マンチェスター・ユナイテッドFC（2007年）
  - ロナウジーニョ（NIKE「R10」発売、2008年）
- NIKE＋ Human Race 10K Mt.Fuji（2008年）
- NIKE  超短距離1m選手権ONEFOOT
- MAMMUT クライミング competition 2009

ナレーション
- GET CA（CASIO）

## 備考
- J-WAVEのTOMORROWでは、4日間山手線沿線を歩き続けたり、2週間歩き回りわらしべ長者を行ったり、千羽鶴を日本一早く折る日本記録も保持。NIKE+とのコラボ企画で32日間キャプテンとして約650km走り続けた。数々の伝説を作った体当たり企画の先駆者。唯一無二な経験と選手・監督・代表を務めた経緯から放たれるMCとしての世界観は、スポーツの臨場感を演出し情熱に溢れる。